# Thammampatti
Thammampatti es una ciudad y nagar Panchayat situada en el distrito de Salem en el estado de Tamil Nadu (India). Su población es de 21503 habitantes (2011).

## Demografía
Según el censo de 2011 la población de Nangavalli era de 21503 habitantes, de los cuales 10765 eran hombres y 10738 eran mujeres. Thammampattitiene una tasa media de alfabetización del 80,76%, superior a la media estatal del 80,09%: la alfabetización masculina es del 87,79%, y la alfabetización femenina del 73,82%.